# Ron Meadows
Ron Meadows (* 7. Februar 1964 in Liverpool) ist ein britischer Mechaniker und Manager. Er ist Sportdirektor bei Mercedes Grand Prix.

## Karriere
Nach dem Schulabschluss begann er 1980 zu TWR eine Lehre als Mechaniker. 1987 wurde er Chefmechaniker und später Teamchef bei Middlebridge Racing in der Formel 3000 und wechselte 1991 zu Ran Vortex. 1995 ging er als Teammanager zu Walker Racing in die IndyCar Serie, wo sein Team einen erfolgreichen zweiten Platz belegen konnte.
1997 kehrte er zurück nach Europa und war in die Gründung des neuen Rennstalls British American Racing involviert, der ab der Formel-1-Saison 1999 an der Formel 1 Weltmeisterschaft teilnehmen sollte. Zunächst war seine Aufgabe, den Sitz des Rennstalls im britischen Brackley aufzubauen. Ab der Formel-1-Saison 2000 war er Teammanager. Als das Team nach der Formel-1-Saison 2006 von Honda Racing übernommen worden ist, blieb er mit an Bord und wurde zum Beginn der Formel-1-Saison 2008 Sportdirektor, was er auch nach dem Honda-Ausstieg bei Brawn GP in der Formel-1-Saison 2009 blieb. Auch nachdem das Team zur Formel-1-Saison 2010 in MercedesGP umgewandelt wurde, steht er weiterhin mit Ross Brawn und Nick Fry sowie Mercedes-Benz Motorsportchef Norbert Haug auf der Kommandobrücke des Teams.

## Privates
Meadows ist verheiratet und hat vier Kinder. Er lebt im britischen Oxfordshire.